# Carrosserie Jacques Coune
Carrosserie Jacques Coune, kurz Coune, ist ein ehemaliges belgisches Karosseriebauunternehmen aus Brüssel.

## Unternehmensgeschichte

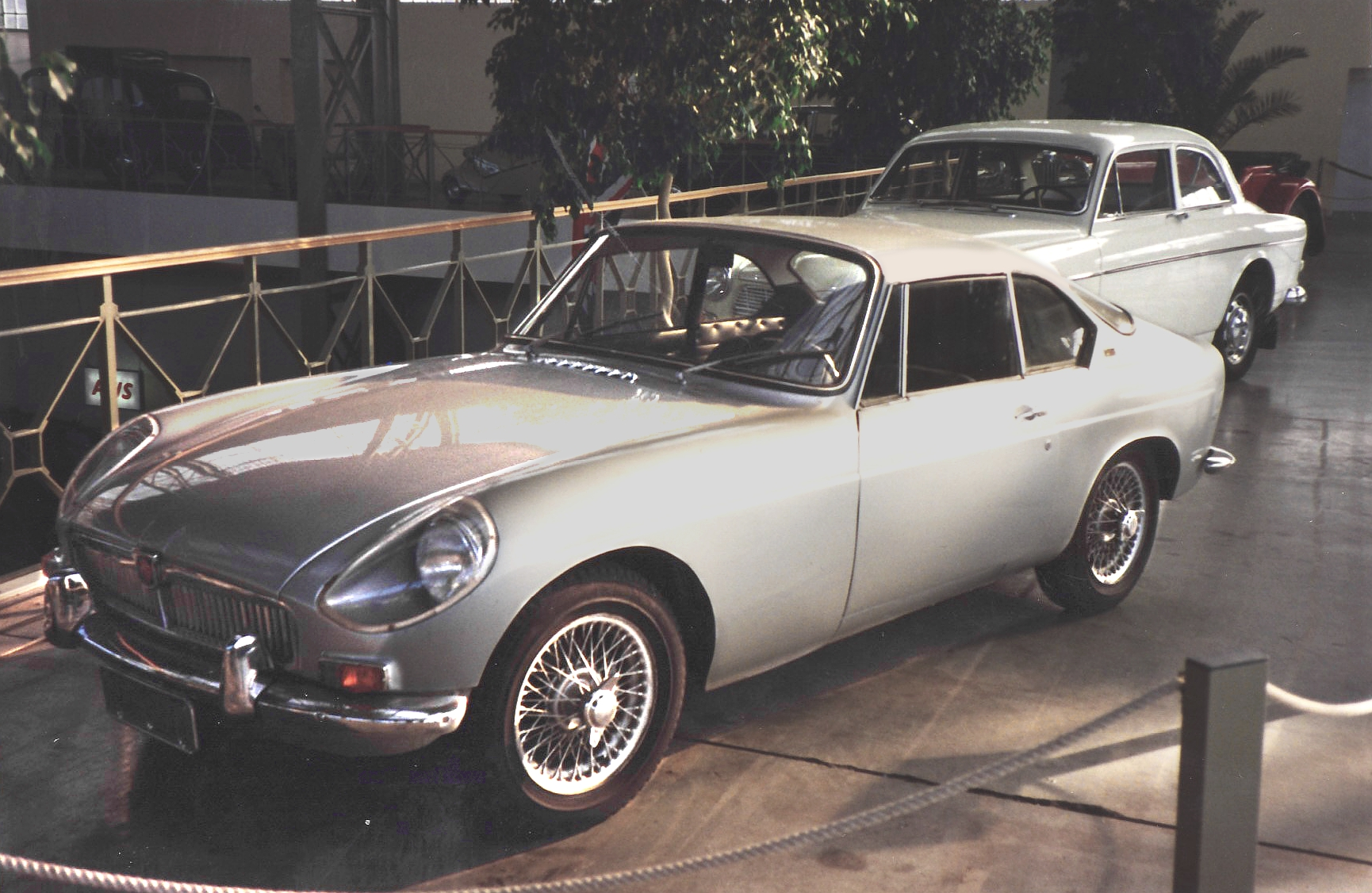
Ein Coune MGB Berlinette von 1964; charakteristisch sind das feste Dach und die modifizierte Front mit zurückversetzten, verschalten Scheinwerfern

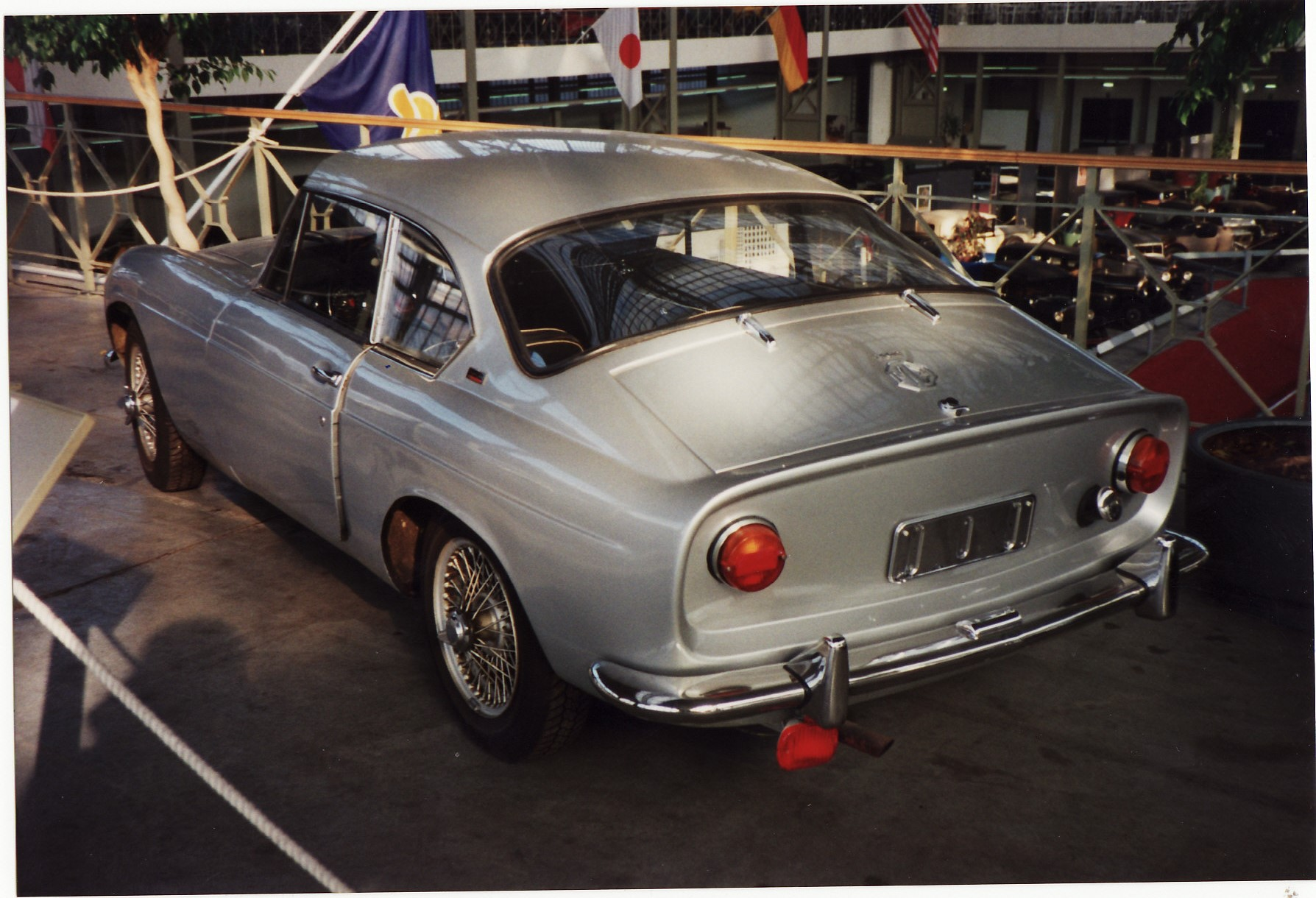
Das eigenständige, italienisch anmutende Fließheck des Coune MGB Berlinette von 1964 mit markanter Abrisskante

Gründer und Inhaber war der belgische Unternehmer und Motorsport-Liebhaber Jacques Coune (1924–2012). In den 1960er-Jahren entwickelte und baute sein Unternehmen in Kleinserie oder als Einzelstücke verschiedene Sonderausführungen von Großserien-Personenkraftwagen. In den Jahren 1963, 1964 und 1965 war Coune jeweils mit einem eigenen Stand auf dem Automobilsalon von Brüssel vertreten, damals eine der weltweit bedeutendsten Fachmessen für Personenkraftwagen. Coune war zum einen spezialisiert auf Umbauten des Roadsters MGB zu Coupés mit Schrägheck, mit Targadach oder als Hardtop mit Stufenheck. Weitere Spezialitäten waren der Umbau  von zweitürigen Limousinen der Marke Volvo zu Cabriolets und von zwei- oder viertürigen Limousinen der Marken BMW, Mercedes-Benz und Peugeot zu Kombis. Bekanntestes Modell war das Schrägheckcoupé MGB Berlinette von 1964, das noch vor dem werksseitigen MGB GT-Coupé erschien und von dem bei Coune mehr als fünfzig Exemplare entstanden.
Das Karosseriebauunternehmen ging aus einer Automobil-Werkstatt hervor, die Jacques Coune Mitte der 1950er-Jahre in der Avenue de la Couronne in Brüssel gegründet hatte. Dort übernahm er Wartungsarbeiten speziell an exklusiven Sportwagen von Jaguar, Aston Martin und anderen hochpreisigen Marken. Sein Kundenstamm war zumeist vermögend und legte Wert auf Individualität. Ferner war Coune der erste Abarth-Händler außerhalb Italiens, sowohl für die Sportauspuffanlagen als auch die Abarth-Sportwagen, sowie Vertreter für die italienische Sportwagenmarke Iso Rivolta. Der eigenständige Karosseriebaubetrieb bestand von 1962 bis 1968 und beschäftigte 17 Handwerker. Die spezialisierten Karosseriebauer kamen überwiegend als Gastarbeiter aus Norditalien; in der zweiten Hälfte der 1960er-Jahre verlor Coune viele von ihnen, als die italienische Wirtschaft wieder florierte und diese nach und nach in ihre Heimat zurückkehrten.
Die Umbauten der Carrosserie Jacques Coune waren durchweg aufwendig und galten als handwerklich herausragend, waren jedoch auch vergleichsweise teuer. Dies engte den Kundenkreis stark ein. Als sich die wirtschaftliche Lage in Belgien gegen Ende der 1960er-Jahre verschlechterte und viele seiner qualifizierten Handwerker in ihre Heimat zurückkehrten, gab Jacques Coune seinen Karosseriebaubetrieb auf. Im Jahr 1970 zog er sich insgesamt aus dem Automobilgeschäft zurück.

## Die von Coune umgebauten Personenwagen

### Präsentation 1962

#### Der Coune Peugeot 404 Break
Das erste von Jacques Coune eigenständig entworfene und gebaute Modell war ein Kombi auf Basis des Peugeot 404. Im Jahr 1960 hatte Peugeot zunächst nur die Version als viertürige Limousine vorgestellt. Coune wandelte sie 1962 zu einem Kombi um; neben den Modifikationen an der Karosserie passte er auch das Fahrwerk und die Federung an die veränderten Nutzungsmöglichkeiten an. Zu einer (Klein-)Serienfertigung kam es nicht; das Fahrzeug blieb vielmehr ein Einzelstück, weil Peugeot seinerseits kurz darauf im Juni 1962 eine Kombiversion ankündigte und im Oktober 1962 präsentierte.

### Präsentationen 1963

#### Die offenen Volvo-Amazon-Modelle
Im Januar 1963 präsentierte Coune auf dem Automobilsalon von Brüssel ein ab 1962 entwickeltes Cabriolet auf der Grundlage eines zweitürigen Volvo 122S. Den Umbau hatte Coune mit Volvo abgestimmt, erhielt von dort jedoch weder technische oder gestalterische Vorgaben noch technische oder finanzielle Unterstützung. Coune betrieb für den Umbau einen besonders hohen Aufwand: So setzte er verstärkte Bodenbleche mit stabilisierenden Blechsicken ein. Die ab Werk nur aufgenieteten Kotflügel wurden fest verschweißt, ferner die Türen aus optischen Gründen modifiziert. Im geöffneten Zustand ruhte das gefütterte Verdeck fast vollständig versenkt in einem Verdeckkasten hinter den Rücksitzen. Auch die hinteren Seitenfenster waren vollständig versenkbar. Der Innenraum wurde je nach Kundenwunsch in Leder oder mit hochwertigem, damals beliebtem Kunstleder ausgeschlagen. Für den Umbau benötigte das Unternehmen rund einhundert Stunden, wodurch das fertige Fahrzeug rund fünfzig Prozent mehr kostete als das geschlossene Ausgangsmodell. Coune verband hohe Erwartungen mit dem Projekt, insbesondere die Möglichkeit zur internationalen Vermarktung. Er stellte sich auf eine Fertigung von monatlich fünf Fahrzeugen ein. Zwar erhielt er auf den Fahrzeugmessen große Anerkennung, wegen des hohen Preises ergaben sich jedoch nur wenige Bestellungen. So entstanden 1963 und 1964 lediglich vier Cabriolets in viersitziger Ausführung. Zumindest zwei davon haben bis heute überdauert.
Ferner entstand 1963 auf derselben, ungekürzten Basis ein zweisitziger Coune Volvo 122S Amazon Roadster. Coune baute den Wagen auf besonderen Wunsch eines amerikanischen Freundes. Der Innenraum wurde zugunsten eines angeglichenen, längeren Hecks verkürzt, wobei die hinteren Seitenscheiben entfielen. Der Wagen wurde später bei einem Straßenverkehrsunfall zerstört.

#### Der Mercedes-Heckflossen-Kombi
Auf Basis des Mercedes-Benz 190 und 220 bis 220 SE entwickelte Coune eine Kombi-Version. Auch sie debütierte auf dem Automobilsalon von Brüssel 1963. Ein ähnliches Konzept setzte das Karosseriewerk Fritz Jauernig in Wien um. Von dem Modell, das teils als „Estate“, teils als „Shooting Estate“ bezeichnet wurde, entstand zunächst nur ein Exemplar, je nach Quelle auf Basis eines 220 S oder 220 SE. Charakteristisch waren die relativ stark gerundete, dreiteilige Heckscheibe sowie die farblich abgesetzten und dadurch betonten „Heckflossen“. Das Fahrzeug wurde derart gut aufgenommen und war so gut durchdacht, dass Mercedes-Benz kurz darauf begann, ein eigenes Kombimodell zu entwickeln; es war ab 1965 ab Werk erhältlich. Counes Version blieb daher ein Einzelstück, das in die Vereinigten Staaten verkauft wurde.

### Präsentation 1964

#### Die MGB-Berlinettas
Auf der Grundlage des MGB-Roadsters entwarf Coune – noch vor Erscheinen des werksseitigen MGB GT-Coupés – ein MG-Berlinetta-Coupé. An dem Prototyp – noch mit Ganzstahlkarosserie – arbeitete das Brüsseler Unternehmen ab 1963; die öffentliche Präsentation war auf dem Autosalon von Brüssel 1964. Coune baute dieses Modell ab 1964 in Kleinserie, wobei aus Gewichts- und Rationalisierungsgründen für das Heck samt Dach und hinteren Kotflügeln Teile aus glasfaserverstärktem Kunststoff verwendet wurden. Bis 1965 entstanden rund fünfzig Exemplare. Charakteristisch waren die Panorama-Heckscheibe sowie ein „Abrissheck“, das entfernt an den Ferrari 250 GTO erinnerte. Das erste Exemplar des Coune MGB Berlinette entstand 1963, mithin ein Jahr vor dem Werks-Prototyp und zwei Jahre vor der öffentlichen Präsentation der Serienversion des MGB GT. Je nach Quelle lief die Fertigung bis 1966 oder sogar 1968 mit 56 Exemplaren.
Es gab sogar ein Treffen von Jacques Coune mit Sir Alec Issigonis, um die Möglichkeiten einer Zusammenarbeit mit der British Motor Corporation (BMC) zu erörtern. Letztlich entschied sich BMC jedoch für ein eigenständiges Coupé-Konzept. Durch die aufwendige Handarbeit kostete der Coune MGB Berlinette 1300 Pfund Sterling statt 690 Pfund für den Serienroadster MGB. Alle regulär verkauften Kleinserienfahrzeuge waren Linkslenker für den kontinentaleuropäischen Markt, lediglich ein für BMC gefertigtes Exemplar war ein Rechtslenker. Ungefähr zwölf Coune MGB Berlinette haben bis heute überdauert.

### Präsentationen 1965

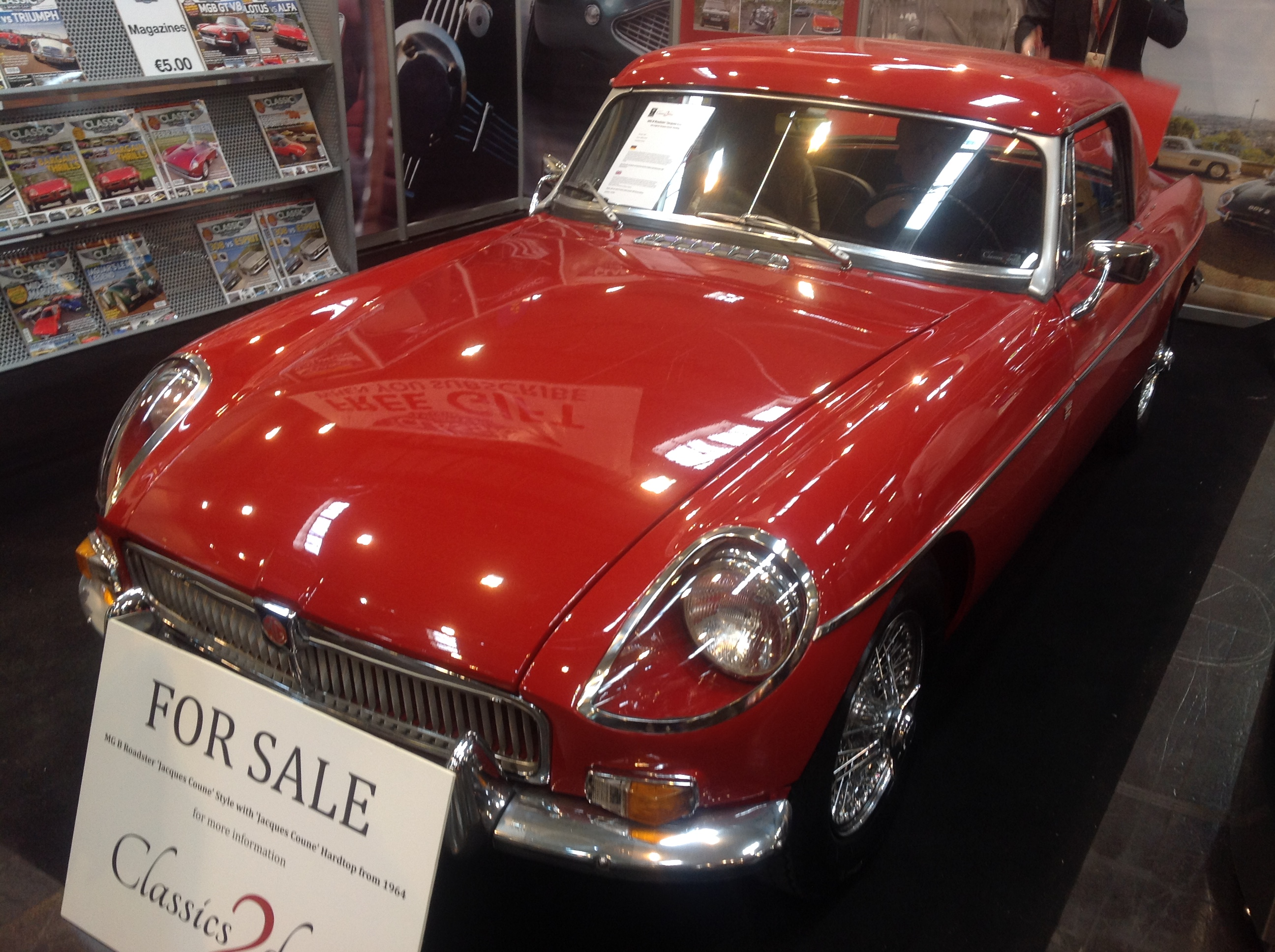
Ein Coune MGB Hardtop, gleichfalls mit zurückversetzten, verschalten Scheinwerfern

#### Der BMW-700-Kombi
Auf Basis des BMW 700 (Luxus) entwarf Coune eine Kombi-Version. Von dem Modell, das teils als „Combi“, teils als „Estate“ bezeichnet wurde, baute Coune 1965 je nach Quelle zwei Exemplare oder nur eins. Charakteristisch war die relativ stark gerundete, vom Limousinen-Modell übernommene Heckscheibe. Nicht bekannt ist, ob eines bis heute überdauert hat.

#### Der Coune MGB Hardtop
Ebenfalls 1965 präsentierte das Brüsseler Unternehmen den Coune MGB Hardtop. Er kombinierte die ansonsten unveränderte Roadsterkarosserie des Serienmodells mit den zurückversetzten, plexiglasverschalten Frontscheinwerfern des Coune MGB Berlinetta und einem eigenen Hardtop. Es war deutlich runder als das kantige, durch dünne Säulen filigran wirkende Werkshardtop; es verzichtete auf hintere Seitenscheiben, wodurch sich eine breitere hintere Dachsäule ergab. Auch Motorhauben mit einer sportlich anmutenden Lufthutze waren erhältlich. Ab 1965 entstanden bei Coune 120 Exemplare dieses Modells.

### Präsentationen 1966

#### Der Coune MGB Gemini Spyder
Anfang 1966 präsentierte Coune auf dem Brüsseler Automobilsalon das Modell Gemini mit Targadach auf Basis des MGB. Es blieb ein Einzelstück mit einem abnehmbaren, durchsichtigen Dachteil, das zwischen dem Rahmen der Windschutzscheibe und einem ungewöhnlich breiten Targabügel eingesetzt werden konnte. Die Front war ebenso eigenständig wie das Heck. Durch geänderte Vergaser war zudem die Motorleistung gesteigert. Aufgebaut wurde das Fahrzeug für Baron Lippens, in den 1960er-Jahren ein bedeutender belgischer Investor. Auf der Automobilmesse in Brüssel wurde eine exorbitant hohe Preisvorstellung von 5.000 Pfund, 5.000 US-Dollar beziehungsweise 25.000 Belgische Franken genannt. Das Fahrzeug war ursprünglich rot lackiert und innen mit beigefarbenem Leder ausgeschlagen. Der zweite Eigner ließ es in Gelb-Orange lackieren. Unter dem dritten Eigentümer, Gerüchten zufolge einem berühmten Callgirl aus Brüssel, wurde der Spyder schließlich bei einem Straßenverkehrsunfall vollständig zerstört.

#### Der BMW-1800-Kombi
Auf Basis des BMW 1800 entwickelte Coune ebenfalls eine Kombi-Version. Auch sie debütierte auf dem Automobilsalon von Brüssel 1966. Von dem Modell, das teils als „Combi“, teils als „Estate“ bezeichnet wurde, baute Coune 1966 je nach Quelle vier oder nur zwei Exemplare. Zumindest eines wurde zeitweilig von einem belgischen BMW-Händler als Werkstattwagen genutzt.